# 伊沙克帕夏
伊沙克帕夏（土耳其語：İshak Paşa；—1497年），奥斯曼帝国将领、官员，曾出任帝国宰相“大维齐尔”。

## 出身
伊沙克帕夏出身德夫希尔梅，出生于基督教家庭，少年时被奥斯曼帝国政府征募，是经过专门培养的帝国官员。《阿尔巴尼亚历史》的作者、法国牧师让－克洛德·法韦里亚尔（Jean-Claude Faveyrial）称伊沙克帕夏是阿尔巴尼亚人。土耳其史学家哈利勒·伊纳尔哲克（Halil Inalcik）认为伊沙克帕夏是将包括伊沙克·本·阿卜杜拉和伊沙克·本·易卜拉欣在内的好几位伊沙克帕夏以及伊沙克贝伊混淆后产生的。这种混淆与Beltaci关于伊沙克帕夏出身克罗地亚或阿尔巴尼亚并且曾事奉过三个苏丹的说法相符。

## 事业
穆罕默德二世在位时，伊沙克第一次出任大维齐尔，任内，他将安那托利亚城市阿克萨赖的土耳其人迁徙到新占领的城市君士坦丁堡以充实该城人口，当时君士坦丁堡的人口已经远远及不上1453年陷落之前的了。阿克萨赖移民在该市定居的地区现在仍被称为“阿克萨赖”。
他第二次出任大维齐尔是巴耶济德二世在位时。1497年，他在塞萨洛尼基去世。

## 流行文化中
- 在2011年发行的游戏《刺客教條：啟示錄》中，伊沙克帕夏作为奥斯曼帝国阿萨辛兄弟会的首领出现。主人公艾吉奥·奥迪托雷在收集齐伊沙克帕夏全部10张回忆录卷轴后，可以到圣索菲亚大教堂寻找伊沙克帕夏的铠甲。
- 在1951年电影《征服伊斯坦布尔》（İstanbul'un Fethi）中，阿莱夫·埃尔马斯（Alev Elmas）饰演了伊沙克帕夏。
- 在2012年电影《征服 1453》中，Yılmaz Babatürk饰演了伊沙克帕夏。
- 新民谣乐队H.E.R.R.的歌曲《君士坦丁堡的陷落》（The Fall Of Constantinopel）中提到了伊沙克帕夏。

## 其他资料
- Danişmend, İsmail Hâmi (1961), Osmanlı Devlet Erkânı, İstanbul:Türkiye Yayınevi.
- Tektaş, Nazım (2002), Sadrazamlar-Osmanlı'da İkinci Adam Saltanatı, İstanbul:Çatı Kitapları.

| 官衔                         | 官衔                         | 官衔                            |
| ---------------------------- | ---------------------------- | ------------------------------- |
| 前任： 卢姆·穆罕默德帕夏     | 奥斯曼帝国大维齐尔 1469–1472 | 繼任： 马哈茂德·帕夏·安格洛维奇 |
| 前任： 卡拉曼勒·穆罕默德帕夏 | 奥斯曼帝国大维齐尔 1481–1482 | 繼任： 科贾·达武德帕夏          |